# Грива, Владимир Иванович
Владимир Иванович Грива — советский хозяйственный и государственный деятель, лауреат Государственной премии СССР за выдающиеся достижения в труде.

## Биография
Родился в 1934 году. Член КПСС.
В 1951—1954 — электросварщик треста «Черногорскстрой»
В 1954—1958 — военнослужащий Советской Армии.
В 1958—1963 — мастер Черногорского производственного училища.
В 1963—1990 — электросварщик, бригадир промприбора прииска «Депутатский» Усть-Янского района Якутской АССР.
За существенное повышение металлургического производства на основе досрочного освоения производственных мощностей, внедрения новой техники и передовой технологии и инициативу в развитии соревнования за изыскание и более полное использование резервов на каждом рабочем месте был в составе коллектива удостоен Государственной премии СССР за выдающиеся достижения в труде 1977 года.
Депутат Верховного Совета СССР 8-го созыва. Делегат XXV съезда КПСС.
На пенсии жил в Москве с 1993 года.
Умер в 2006 году.
Жена — Грива Раиса Григорьевна, дети — Марина Владимировна Трофимова и российский дипломат Евгений Владимирович Грива https://india.mid.ru/ru/embassy/diplomatic-list/

## Награды
- Орден Октябрьской Революции[2]
- Орден Трудовой Славы III степени